# ناحیه کیش‌کون‌هالاش
ناحیهٔ کیش‌کون‌هالاش (به مجاری: Kiskunhalasi járás) یک ناحیه در مجارستان است که در باچ-کیش‌کون واقع شده‌است. ناحیهٔ کیش‌کون‌هالاش ۸۲۶٫۳۵ کیلومتر مربع مساحت و ۴۳٬۸۴۹ نفر جمعیت دارد.